# Григорян, Давид (футболист, 1989)
Давид Г. Григорян (17 июля 1989) — армянский футболист, опорный полузащитник. Выступал за сборную Армении.

## Биография
На взрослом уровне выступал с 2007 года за «Арарат-2» (Ереван) в первой лиге Армении. В 2009 году был переведён в основой состав «Арарата», игравшего в высшем дивизионе, и провёл за сезон 21 матч в чемпионате. Стал обладателем Суперкубка Армении 2009 года, причём в матче Суперкубка был капитаном «Арарата». Затем снова выступал за дублирующий состав клуба. В начале сезона 2012/13 играл за клуб первой лиги «Кинг Делюкс» (Ереван), но уже в сентябре 2012 года вернулся в «Арарат», где выступал в течение трёх следующих сезонов, сыграв 50 матчей. Свой единственный гол в высшей лиге забил 7 октября 2012 года в ворота «Импульса», принеся своему клубу победу 1:0.
В сезоне 2015/16 играл за «Мику», но не смог стать игроком основного состава, проведя всего 2 матча. В начале 2017 года снова вернулся в «Арарат», но и там не смог закрепиться в основе. Свой последний матч на профессиональном уровне провёл в августе 2017 года.
Всего в высшей лиге Армении сыграл не менее 80 матчей, забил один гол.
Сыграл один матч за национальную сборную Армении — 12 августа 2009 года против Молдавии.

## Достижения
«Арарат» (Ереван)
- Обладатель Суперкубка Армении: 2009